# 波田健一
波田 健一（はだ けんいち、1969年4月30日 - ）は広島県広島市南区出身のテレビ新広島所属の気象予報士、プロデューサー、ディレクター。

## 人物
広島学院中学校・高等学校卒。立教大学卒。
報道スポーツ局の前はIT関連の部署に所属しており、そこでサンフレッチェ広島関連の携帯サイトの企画書を最初に書いた。そこから現在のオフィシャル携帯サイトである「TSSサンフレッチェ広島」が2004年にできた。
自らが出演するひろしま満点ママ!!において、週末にサンフレッチェのホームゲームのある金曜日あるいは当日にそれがある水曜日には、サンフレッチェのレプリカユニフォームを着て出演し、試合時間の天気も併せて予報している。ちなみに背番号はTSSリモコンキーIDの「8」。
サンフレッチェオフィシャル季刊誌「assist」にて盛田剛平と「盛田ラーメン道」を連載中。オススメの広島ラーメンを紹介している。
2006年から石橋竜史・いまおかゆう子・松藤好典とともに、難病に立ち向かう子とその保護者をサンフレッチェのホームゲームに招待する「スマイルシート」を設立。年々選手も含め賛同する人間が増えている。
2004年に設立された特定非営利活動法人「気象キャスターネットワーク」に当初から参加、理事を務める。環境教育、防災教育や気象予報士の育成などに携わる。

### ラジオ
- サンフレッチェ・ラジオ・サポーターズクラブ “GOA〜L”：ゲスト出演（年1・2度・不定期）